# Tarachidia phecolisca
Tarachidia phecolisca är en fjärilsart som beskrevs av Druce 1889. Tarachidia phecolisca ingår i släktet Tarachidia och familjen nattflyn. Inga underarter finns listade i Catalogue of Life.